# Jordsken

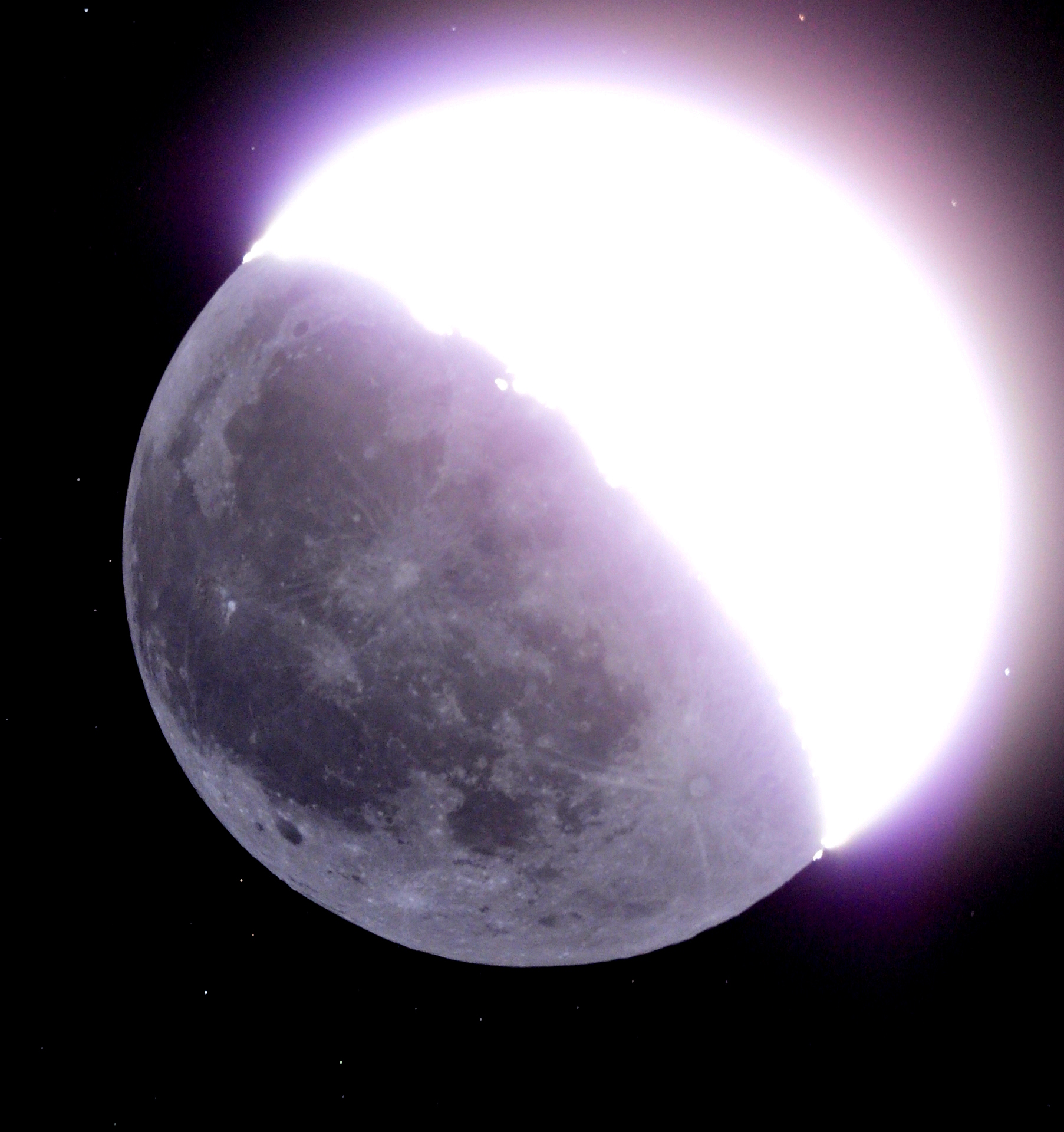
I nedan och nymåne reflekterar månens mörka delar indirekt solljus som kommer från jorden. Detta ger upphov till det som kallas jordsken.

Jordsken är ett begrepp som delvis syftar på då solljuset reflekteras av jorden och lyser upp månens yta. Med hjälp av detta kan astronomerna studera det ljus som jorden reflekterar, som om jorden vore en exoplanet, och på så vis leta efter livstecken. Begreppet kan också syfta på jorden, upplyst av solljus, sedd från exempelvis månen eller från fönstret på en rymdfarkost.

### Fotnoter
1. ↑  ”Månskära med jordsken över ESO:s Paranalobservatorium”. Europeiska sydobservatorier. http://www.eso.org/public/sweden/images/eso1210a/. Läst 20 september 2014.